# Susan Loepp
Susan Renee Loepp (1967) es una matemática estadounidense que trabaja como profesora de matemáticas en Williams College. Su investigación se refiere al álgebra conmutativa .

## Carrera profesional
Loepp se graduó de Bethel College en 1989, y obtuvo su Ph.D. en 1994 de la Universidad de Texas en Austin, bajo la supervisión de Raymond Heitmann. Después de los estudios de posdoctorado en la Universidad de Nebraska, ocupó su actual puesto de profesora en Williams. Tiene publicaciones en Journal of Algebra y Journal of Pure and Applied Algebra.  

## Libro
Con William Wootters, es coautora del libro Protecting Information: From Classical Error Correction to Quantum Cryptography (en español: Protección de la información: de la corrección de errores clásicos a la criptografía cuántica) (Cambridge University Press, 2006). El libro cubre temas de criptografía cuántica y computación cuántica y los posibles impactos de la física cuántica. Estos impactos potenciales incluyen computadoras cuánticas que, si se construyen, podrían descifrar nuestros criptosistemas de clave pública actualmente utilizados, y la criptografía cuántica que promete proporcionar una alternativa a estos criptosistemas.

## Premios
En 2007, Loepp ganó el Young Alumnus Award del Bethel College. En 2010, ganó la Sección Noreste del Premio a la Enseñanza de la Asociación Matemática de América. En 2012, ganó el premio Deborah y Franklin Tepper Haimo a la Enseñanza Distinguida de Matemáticas Universidades de la Asociación Matemática de América, que rinde homenaje a "profesores universitarios o universitarios que han sido ampliamente reconocidos como extraordinariamente exitosos y cuya efectividad en la enseñanza ha demostrado han tenido influencia más allá de sus propias instituciones". En 2013, fue elegida como una de las becarias inaugurales de la American Mathematical Society.